# All I Want (Tim McGraw)
All I Want è il terzo album in studio del cantante country statunitense Tim McGraw, pubblicato nel 1995.

## Tracce
1. All I Want Is a Life – 3:31
2. She Never Lets It Go to Her Heart – 3:02
3. Can't Be Really Gone – 3:20
4. Maybe We Should Just Sleep on It – 3:55
5. I Didn't Ask and She Didn't Say – 4:02
6. Renegade – 2:59
7. I Like It, I Love It – 3:24
8. The Great Divide – 3:15
9. You Got the Wrong Man – 3:18
10. Don't Mention Memphis – 3:00
11. When She Wakes Up (And Finds Me Gone) – 5:13
12. That's Just Me – 3:13

## Classifiche
| Classifica (1995) | Posizione massima |
| ----------------- | ----------------- |
| Stati Uniti       | 4                 |